# Người Slovenia
Người Slovenia hay người Slovene (tiếng Slovene: Slovenci [slɔˈʋèːnt͡si]) là một nhóm dân tộc Nam Slav sinh sống tại vùng đất lịch sử Slovene, được bao bọc bởi người Áo nói tiếng Đức ở phía bắc, các làng giềng nói tiếng Ý và tiếng Friula ở phía tây, dân số nói tiếng Hungary ở phía đông bắc, và người nói tiếng Croatia Slav ở phía nam và đông nam. Ngôn ngữ của người Slovenia là tiếng Slovenia, một ngôn ngữ Nam Slav với giống nhau đáng kể so với các ngôn ngữ Tây Slav. Người Slovenia sinh sống chủ yếu ở Slovenia, và là một cộng đồng thiểu số ở Áo, Hungary, Croatia, và Ý, nơi họ là người bản địa. Cộng đồng người Slovenia nước ngoài sinh sống chủ yếu ở các nước châu Âu khác, và tại Hoa Kỳ, Canada, Argentina và Australia.